# Jessica Mauboy
Jessica Hilda Mauboy (Darwin, 4 augustus 1989) is een Australisch zangeres.

## Biografie
Mauboy werd in 1989 geboren uit een Indonesische vader en een moeder die behoort tot de Aborigines. Ze raakte bekend in eigen land door in 2006 als tweede te eindigen in Australian Idol. Ze zou nadien uitgroeien tot een van Australiës meest populaire artiesten. Eind 2017 werd ze door SBS intern geselecteerd om Australië te vertegenwoordigen op het Eurovisiesongfestival 2018, gehouden in de Portugese hoofdstad Lissabon. Hier bereikte ze met het nummer We got love de finale, die werd gehouden op 12 mei 2018; ze eindigde op de 20e plaats.
In 2014 trad ze op als interval act tijdens de finale van het Eurovisiesongfestival 2014. 